# Безвипромінювальний перехід
Безвипромінювальний перехід (англ. radiationless transition) — перехід, пов'язаний з перерозподілом енергії в квантовій системі або переносом енергії від неї до оточення, коли перенос не супроводжується її виділенням чи поглинанням випромінення (фотонів), а відбувається перетворення енергії збудження електронів у коливально-обертальну енергію.

## Безвипромінювальний інтрахромофорний перехід
(англ. intrachromophoric radiationless transition)
Процес переносу електронної енергії, що відбувається всередині системи термів молекули.